# Cerro del Borrego

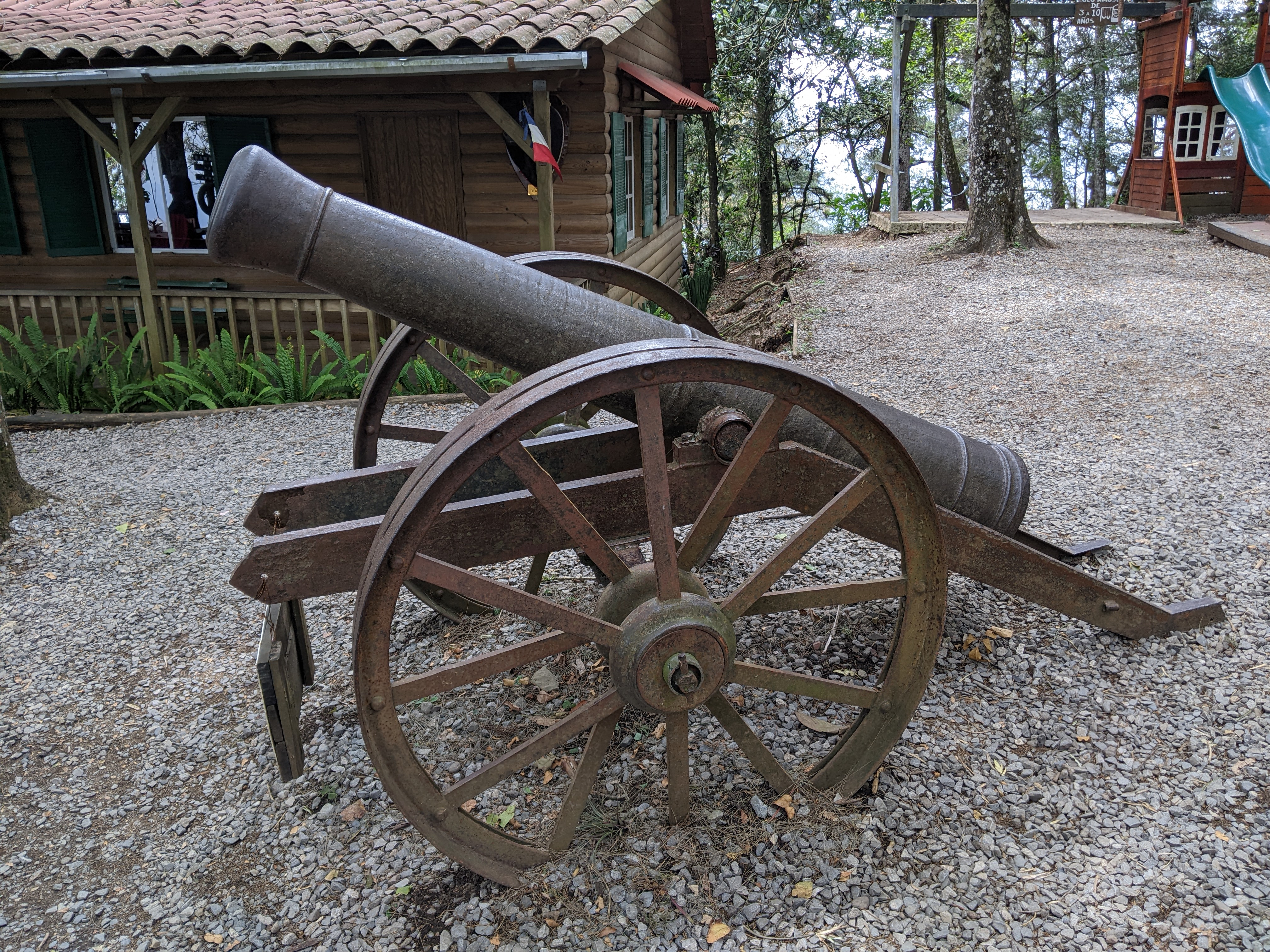
Kanone auf dem Cerro del Borrego

Der Cerro del Borrego (dt. Lammhügel) ist ein Hügel westlich von Orizaba, östlich von Río Blanco und südlich von Ixhuatlancillo im mexikanischen Bundesstaat Veracruz.

## Flora und Fauna
Auf dem Hügel lassen sich zwei Vegetationstypen finden, die eine biologische Vielfalt hervorbringen; darunter einige Pflanzenarten, die vom Aussterben bedroht sind. Unter anderem sind hier Baumfarne, Avocadobäume und Guavepflanzen zu finden. Ferner lebt auf dem Hügel eine Vielzahl von Tierarten, wie Tlacuaches, Gürteltiere,  Füchse, Waschbären, Stinktiere und Schlangen. Daneben gibt es mindestens 81 Vogelarten (33 von ihnen umherziehend) und eine noch unerforschte Vielzahl von Insekten und Spinnen.

## Geschichte
Der Hügel war Ort zweier bedeutsamer Schlachten in der Geschichte Mexikos.
Die erste fand am 28. Oktober 1812 im Rahmen des mexikanischen Unabhängigkeitskrieges statt. Der die mexikanischen Truppen anführende General José María Morelos zog sich mit seiner Einheit auf den Hügel zurück, bombardierte von dessen Anhöhe die spanischen Truppen und unterband fortan deren Kommunikationswege zwischen Mexiko-Stadt und Veracruz.
Die zweite Schlacht fand fünfzig Jahre später während der französischen Intervention statt und verlief aus mexikanischer Sicht weniger erfolgreich. Nicht nur verloren die mexikanischen Truppen diese Auseinandersetzung, sondern zudem zog sich der gebürtige Orizabeño Ignacio de la Llave während der Kampfhandlungen am 18. Juli 1862 so schwere Verletzungen zu, dass er später an ihren Folgen verstarb. Von dieser Schlacht befinden sich noch immer alte Kanonen auf dem Gipfel des Berges.

## Seilbahn
Seit 2013 ist der Gipfel des Cerro del Borrego durch eine Seilbahn mit der Stadt verbunden. Die Bauarbeiten begannen im Mai 2013, die Fertigstellung und Einweihung erfolgte im Dezember 2013. Mit 917 Metern Länge ist der Teleférico de Orizaba die drittlängste Seilbahn Mexikos und mit einem Höhenunterschied von 320 Metern liegt sie landesweit an zweiter Stelle. Die Seilbahn verfügt über sechs Kabinen französischer Herkunft, kann pro Stunde mehr als 150 Passagiere befördern und legt die Strecke in fünf Minuten zurück.

## Zwischenfälle
- Am 16. Dezember 1949 wurde eine Douglas DC-3A der Mexicana de Aviación (Luftfahrzeugkennzeichen XA-DUK) in der Nähe von Orizaba gegen den Cerro del Borrego geflogen, nachdem die Piloten sich zuletzt in einer Höhe von 10.000 Fuß (3.048 Metern) gemeldet hatten. Die Maschine war rund 32 Kilometer westlich vom Kurs abgewichen. Durch diesen CFIT (Controlled flight into terrain) wurden alle 17 Insassen getötet, vier Besatzungsmitglieder und 13 Passagiere.[6]